# Arisch ras

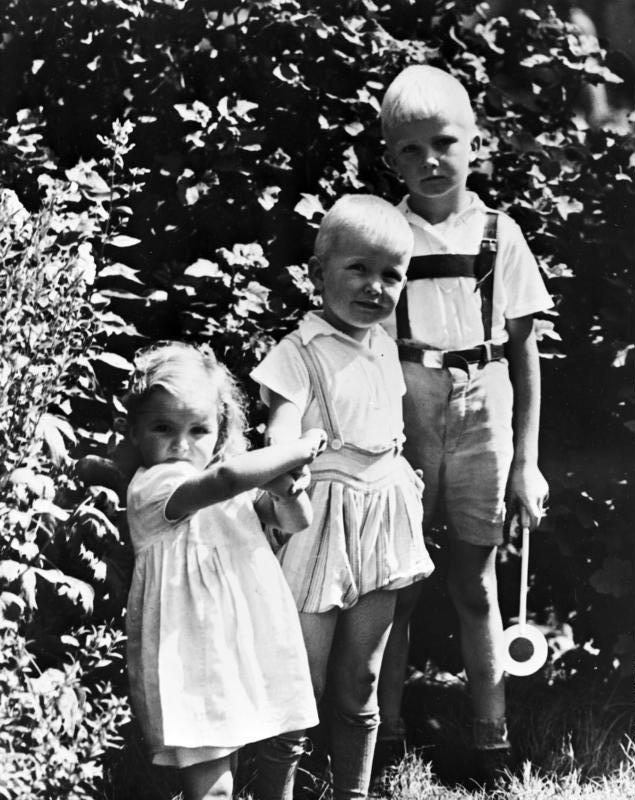
Het ideaalbeeld van het Arische ras zoals de nazi's zich dat voorstelden (1933)

Arisch ras is een term uit het wetenschappelijk racisme of rassenleer. Volgens deze rassenleer, die deel uitmaakte van de nazi-ideologie, bestaan er meerdere  menselijke rassen. Daarbinnen zou het Arisch ras superieur zijn aan de andere menselijke rassen.
De term Ariërs werd oorspronkelijk gebruikt in de antropologie, als gezamenlijke aanduiding voor de Iraanse volkeren en de Noord-Indiërs. Sinds de Tweede Wereldoorlog wordt in de Westerse wereld de voorkeur gegeven aan de term Indo-Iraniërs, boven de term Ariërs.
In de Europese wetenschap was Ariër een negentiende-eeuwse, antropologische aanduiding voor de verschillende Indo-Germaanse volken die, enige duizenden jaren voor het begin van de jaartelling, Europa vanuit het oosten bevolkten.

## Ariërs
De naam Ariër is ontleend aan het Sanskriet, Pali en Avestische woord voor edel of de spirituele. Het zou in het westen voor het eerst zijn gebruikt door de Duitse taalkundige Friedrich von Schlegel in het boek Über die Sprache und Weisheit der Indier (1808), maar dat wordt hier niet gestaafd. Integendeel, het begrip Ariër is door hem nooit gebruikt. De benaming komt bij Herodotus vandaan en is door de Franse oriëntalist Abraham Hyacinthe Anquetil-Duperron opgevoerd. Vanaf 1830 komt het begrip voor in de Duitse literatuur bij Karl Otfried Müller.
De Duitse filoloog Max Müller identificeerde de Kaukasus als de bakermat van het Ariërdom. Een ruitervolk dat daar geleefd zou hebben, zou niet alleen Europa zijn binnengevallen maar ook aan de basis van de Perzische en Indische cultuur hebben gestaan.

## Rassenleer
Zowel Müller als Von Schlegel onderzochten de ontwikkeling van culturen aan de hand van overeenkomsten tussen talen. Rondom hun theorieën werd echter, in de loop van de negentiende eeuw, door Arthur de Gobineau een leer ontwikkeld, waarin de Ariërs als een ras werden beschouwd. Deze leer, ariosofie, hield in dat het nageslacht van de Ariërs (Europeanen, Perzen en Indiërs) veruit superieur was aan andere volkeren. Als ultieme tegenpool voor de Ariërs fungeerde in dergelijke theorieën het door de aanhangers als minderwaardig beschouwde Semitische 'ras'. Tot dit ras werden de sprekers van Semitische talen als het Hebreeuws en het Arabisch gerekend. Helena Blavatsky, de stichtster van de Theosofische Vereniging, kende het Arische ras een dusdanig hoog beschavingsgehalte toe dat zij het 'ras' als "wortelras der beschaving" omschreef. Het Thule-Gesellschaft, dat de occulte inspiratiebron voor vele hooggeplaatste nazi's werd, baseerde zich op de geschriften van de occultiste Helena Blavatsky.

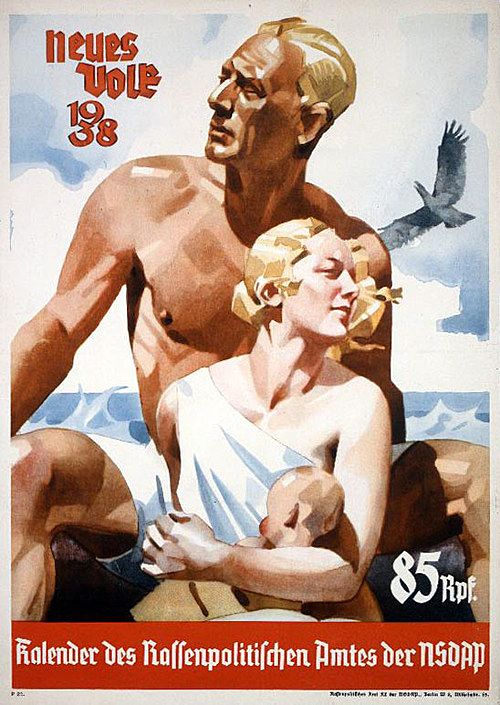
Een kalender van de NSDAP uit 1938, waarop het ideaalbeeld van een Arische familie volgens de nazi-ideologie wordt getoond.

## Politiek
In de twintigste eeuw adopteerden de nazi's deze verhalen als ondersteuning voor hun rassenleer. De blonde, blauwogige Germaan werd daarbij voorgesteld als de Ariër in zijn zuiverste vorm. De nazi-ideoloog Gerhard Heberer dreef deze verheerlijking van 'de typische Duitser' nog verder op de spits. Heberer stelde dat de Kaukasische beschaving, die tot op dat moment als de bakermat van het Ariërdom werd beschouwd, uiteindelijk terug te voeren viel op een nog oudere beschaving. Deze zou in Europa zijn  ontstaan, grofweg op de plaats van het latere Duitsland.
Ook de Britten gebruikten de verhalen over het mythische Arische ras om er hun heerschappij over Brits-Indië mee te verantwoorden. Zij waren immers blank en daarmee de afstammelingen van de Kaukasiërs.

## Na de Tweede Wereldoorlog
Na de Tweede Wereldoorlog raakte in Europa het onderverdelen van de mensheid in verschillende 'rassen' in onbruik. De term Ariër was bovendien zo besmet geraakt dat de vermeende grondleggers van de vroegste Europese culturen voortaan als Indo-Europeanen werden aangeduid, ter aanduiding van een cultuur in plaats van een 'mensenras'.